# ألان فيشر
ألان فيشر (بالإنجليزية: Alan Fisher) هو مهندس معماري أمريكي، ولد في 1905، وتوفي في 1978.